# Burgwenden
Burgwenden ist ein Ortsteil der Stadt Kölleda im Landkreis Sömmerda in Thüringen.

## Geografie
Burgwenden liegt eingebettet zwischen den Höhenzügen Monraburg, Wendenburg (354 m) und Finnberg am südlichen Ausgang eines Passes durch die Schmücke und Hohe Schrecke. Durch den Ort verläuft der Hirschbach.

## Geschichte

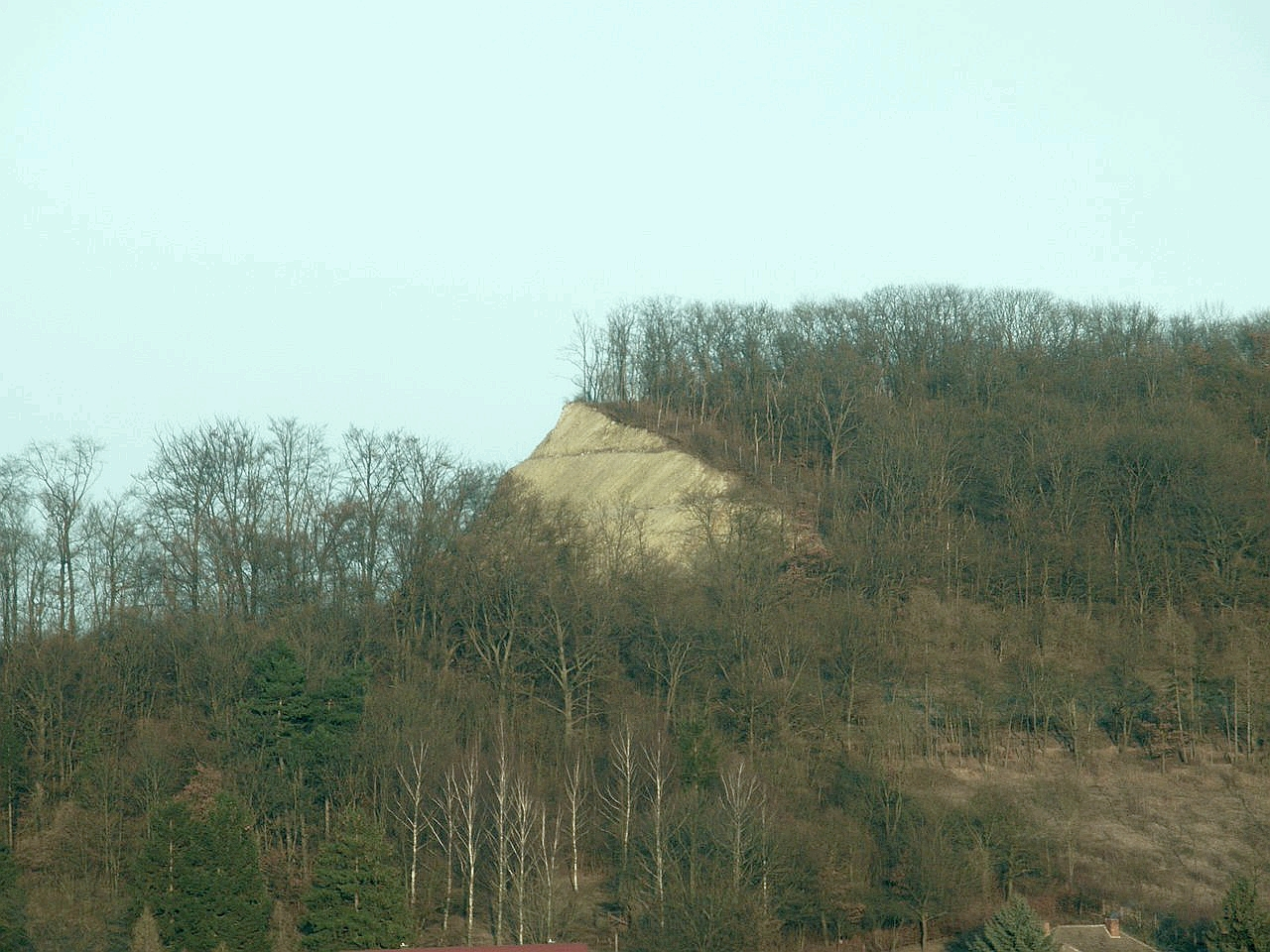
Aufgelassener Steinbruch am Finnberg

Die Besiedlung der Landschaft um Burgwenden ist durch zahlreiche Bodenfunde ab Jungsteinzeit belegt, die Fundkonzentrationen deuten Siedlungen der Bandkeramiker an.
An strategisch bedeutsamer Stelle wurde die Monraburg, eine der größten vorgeschichtlichen  Wallburgen am Nordrand des Thüringer Beckens errichtet. Nordwestlich wurde sie im Frühmittelalter durch die Wendenburg ergänzt. Beide Befestigungsanlagen sicherten die dicht besiedelte Umgebung (Altsiedelland und überliefertes Herrschaftszentrum des Thüringer Königreiches) und zugleich eine Altstraße, die über den Finne-Pass verlief.
Die erste namentliche Erwähnung des Ortes als Burchwinden erfolgte 26. Oktober 1264.
Bereits im 10. Jahrhundert kam das Umland mit Großmonra als Schenkung an das Mainzer Petersstift.
Der Ortsname „Burgwenden“ kann mit der Ansiedlung von Wenden in der Nähe der Burg zusammenhängen.
Aus dem kirchlichen Besitz kam Burgwenden um 1500 in den der Grafen von Beichlingen, dann der Familie von Werthern. Von Anfang des 20. Jahrhunderts bis zum Zweiten Weltkrieg war Burgwenden ein gutbesuchter Luftkurort, mit fünf Gasthöfen und zahlreichen Pensionen.
In der „Hohen Schrecke“ befand sich seit den 1950er bis Anfang der 1990er Jahre ein militärisches Sperrgebiet der Sowjetarmee. Zur DDR-Zeit wurde der westliche Teil des Finnberg-Geländes nordöstlich von Burgwenden als Steinbruch genutzt, das maschinell aufbereitete Material diente zur Fertigung von Baustoffen, auch Hohlblocksteinen auf Zementbasis. Der verbliebene Rest des Berges ist jetzt ein Naturschutzgebiet.
Zum 1. Juli 1950 wurde Burgwenden in die Gemeinde Großmonra eingegliedert. Am 31. Dezember 2012 wurde der Ort zusammen mit der Gemeinde Großmonra, der er angehörte, in die Stadt Kölleda eingegliedert.

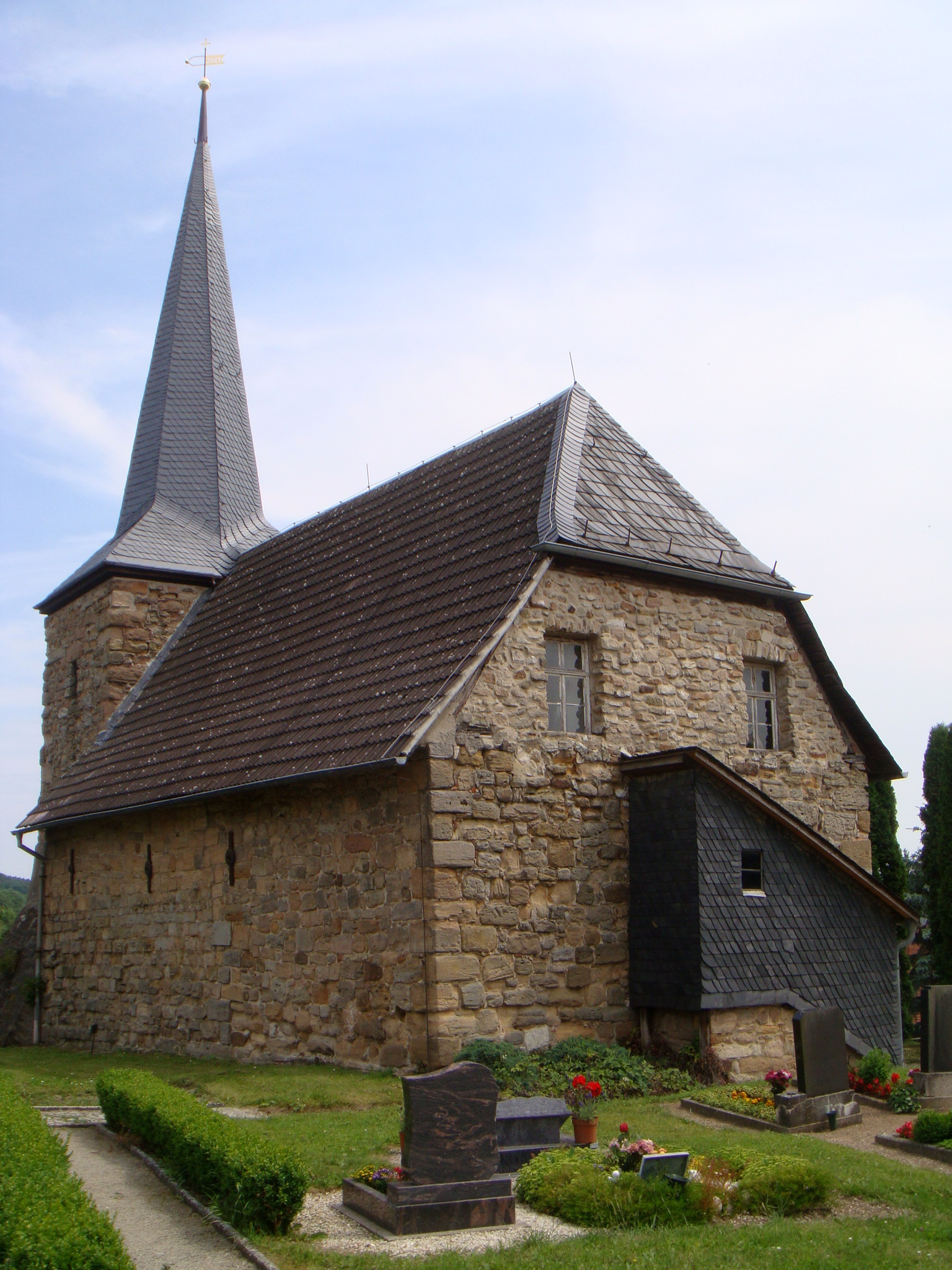
Evangelische Kirche St. Laurentius, 2012

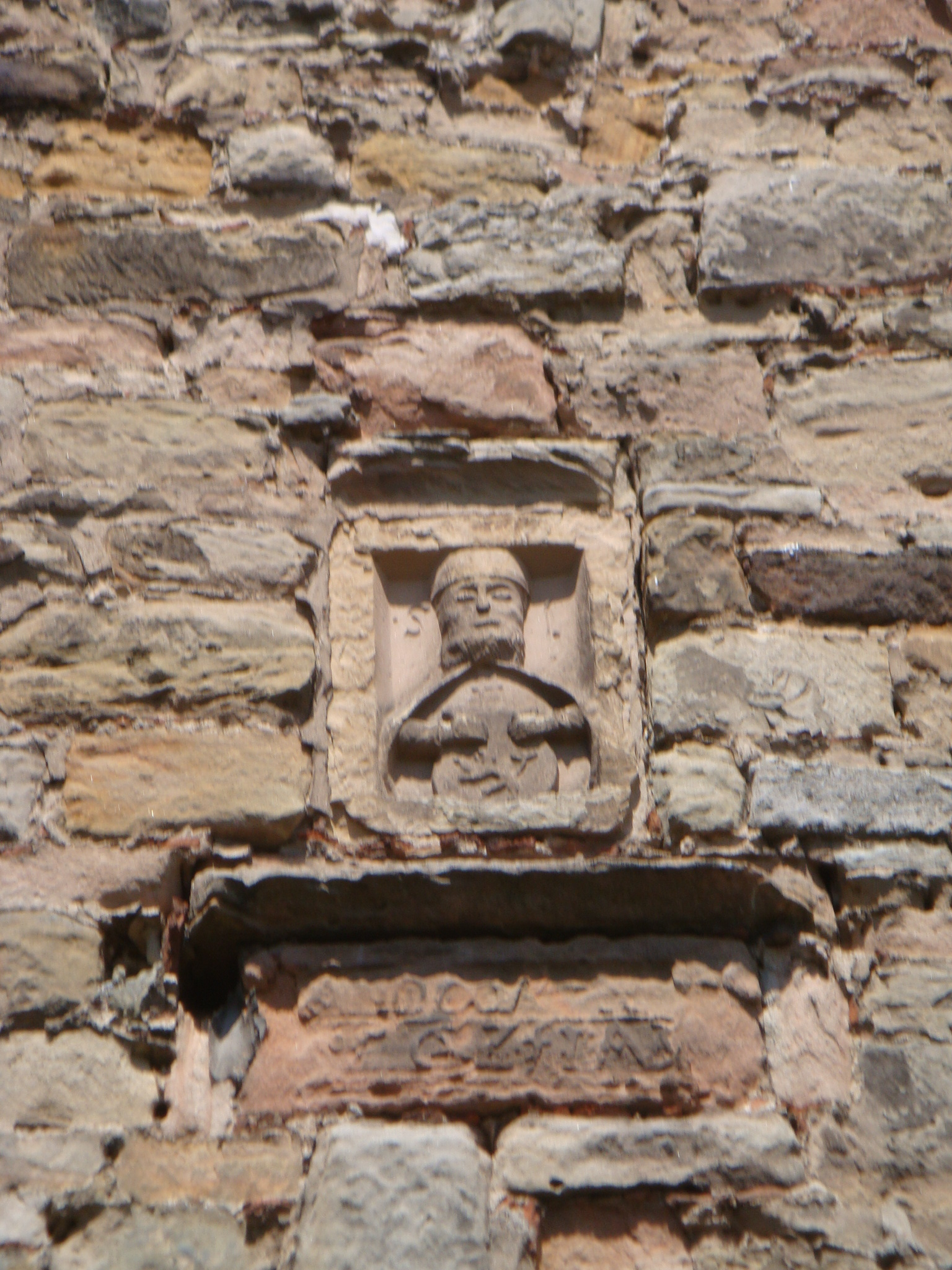
Steinrelief des Heiligen an der Außenwand

## Sehenswürdigkeiten
- Dorfkirche St. Laurentius in schöner Lage auf einem Bergsporn. Sie befand sich in Restaurierung (2012 abgeschlossen).

## Persönlichkeiten
- Hans Rudolph (1907–1980), Althistoriker

## Touristik
- Ausgangspunkt und Zwischenstation für reizvolle Wanderungen in Finne und Hohe Schrecke.
- Radweg und Wanderweg auf der Trasse der ehemaligen Finnebahn
- „Reiterhof Finne“